# Párizsi uniós egyezmény
A párizsi uniós egyezmény, hagyományos írásmóddal: Párizsi Uniós Egyezmény (néha Párizsi Egyezmény, rövidítve: PUE)  máig is a legátfogóbb, 1883-ban Párizsban létrejött nemzetközi szerződés az  iparjogvédelem területén, mintegy a nemzetközi iparjogvédelmi együttműködés alapdokumentuma.
Magyarország 1909 óta részese az Egyezménynek; Magyarországon az 1967-es stockholmi revíziónak megfelelő szöveget az 1970. évi 18. tvr.  hirdette ki.
Bár a PUE alapvetően keretjogszabály, számos rendelkezését (pl. az uniós elsőbbség) közvetlenül kell alkalmazni. A mindenkori magyar védjegyjog hivatkozik a PUE követelményeire.
A  Párizsi Uniós Egyezménynek a 19. század végétől számos mellékegyezménye jött létre.
A PUE fontos mérföldkő az iparjogvédelmi jog nemzetközivé válásának a folyamatában. Kétoldalú egyezményeket korábban is kötöttek egyes államok, de 1883-tól olyan nemzetközi szerződés is létrejött, amely mindmáig meghatározza mind az egyes államok nemzeti jogalkotásának, mind a regionális megállapodásoknak a kereteit az iparjogvédelem területén.

## Létrejötte
3 nemzetközi konferencia után (1878 illetve 1880), az egyezmény alapjait csak 1883-ban sikerült lerakni. Ekkor 10 ország írta alá: Franciaország, Belgium, Guatemala, Olaszország, Hollandia, Portugália, Salvador, Szerbia, Spanyolország és Svájc.

## Az Egyezmény revíziói
A PUE megkötése óta több revíziója volt. Ezek a következők:
- Brüsszel (1900)
- Washington (1911)
- Hága (1925)
- London (1934)
- Lisszabon (1958)
- Stockholm (1967)

## Tagjai
Magyarország 1909 óta részese az Egyezménynek; Magyarországon az 1967-es stockholmi revíziónak megfelelő szöveget az 1970. évi 18. tvr.  hirdette ki.
Az Egyezmény tagjainak névsora a Szellemi Tulajdon Világszervezetének honalapján található. 

## Főbb rendelkezései
- Az Egyezmény meghatározza az ipari tulajdon oltalmának tárgyait, többek között a gyári vagy kereskedelmi védjegyet és a szolgáltatási védjegyet.[4]
- Az Egyezmény legalapvetőbb alapelve az egyenlő elbánás, azaz a (külföldikkel szemben) a belföldiekkel egyenlő elbírálás elve. Ennek értelmében azokat a külföldieket, akik a Párizsi Unió bármely országának joghatósága alá tartoznak, az ipari tulajdon oltalmát illetően az unió összes többi országában megilletik mindazok az előnyök, amelyeket a vonatkozó törvények a belföldiek részére biztosítanak. Ennélfogva ezek a külföldiek a belföldiekkel egyenlő oltalomban részesülnek és jogaik megsértése esetén ugyanazt a jogsegélyt vehetik igénybe, mint a belföldiek. A nemzeti elbánás elve szerint tehát az iparjogvédelem - és így a védjegyjog - terén mindegyik részes államnak ugyanolyan oltalmat kell nyújtania az unió hatálya alá tartozó külföldieknek, mint amilyet a belföldiek részére biztosít.
- Az egyes oltalmi formákra vonatkozó szabályok elemi szintű egységesítését valósítja meg.
- Az uniós elsőbbség biztosításával lehetővé teszi a korábbi hazai iparjogvédelmi bejelentéssel szerzett előny megőrzését a PUE többi tagállamában.

### A védjegyjog területén
- Az egyezmény a különböző iparjogvédelmi formák közül a védjegyekről rendelkezik a legrészletesebben:
  - szabályozza a védjegybejelentések uniós elsőbbségét;
  - rendelkezik a különböző országokban bejelentett, illetve lajstromozott védjegyek függetlenségéről;
  - megállapítja a védjegyek függetlensége alól kivételt jelentő ú.n.  telle quelle-elvet (amelynek értelmében a származási országban szabályszerűen lajstromozott védjegyet - bizonyos, az egyezményben meghatározott kivételekkel - az unió többi országában úgy, amint van, lajstromozásra el kell fogadni);
  - szól az ún. közismert védjegyek fokozott oltalmáról;
  - kimondja a felségjelzések védjegyként való lajstromozásának tilalmát;
  - megköveteli a tagállamoktól, hogy az áru jellege, amelyre a védjegyet alkalmazzák, ne gátolja a lajstromozást;
  - előírásokat tartalmaz az együttes védjegyekre vonatkozóan.[5]